# Eugenia Bonino
Pour les articles homonymes, voir Bonino.
 (juin 2025).
Si vous disposez d'ouvrages ou d'articles de référence ou si vous connaissez des sites web de qualité traitant du thème abordé ici, merci de compléter l'article en donnant les références utiles à sa vérifiabilité et en les liant à la section « Notes et références ».
Eugenia Bonino, née le 2 avril 1935 à Catane dans la région de la Sicile en Italie, est une mannequin et actrice italienne, lauréate du concours de miss Italie en 1954.

## Biographie
Née à Catane en 1935, elle est couronnée Miss Italie à Rimini en 1954, devançant notamment la future actrice Wandisa Guida, élue miss cinéma.
Elle profite de sa nouvelle notoriété pour devenir actrice, sans succès. Elle obtient en 1955 et 1956 deux rôles secondaires au cinéma, l'un dans le film Un palco all'opera de Siro Marcellini, l'autre dans la comédie sentimentale I vagabondi delle stelle, premier film du scénariste Nino Stresa (it), avant de se retirer.

## Filmographie

### Au cinéma
- 1955 : Un palco all'opera de Siro Marcellini
- 1956 : I vagabondi delle stelle de Nino Stresa (it)

## Prix et distinctions
- Miss Italie 1954.